# George Herbert Carpenter
George Herbert Carpenter (London, 1865 — Belfast, 22 de Janeiro de 1939) foi um naturalista e entomologista. Destacou-se no estudo de  insectos e aracnídeos, zoogeografia e zoologia económica. Para além de numerosas contribuições publicadas em periódicos científicos e na Encyclopædia Britannica, foi autor de cinco monografias.